# Julius Hoste (politicus)
Julius Peter Hoste  (Brussel, 7 juni 1884 - aldaar, 1 februari 1954) was een Belgisch liberaal journalist, redacteur, uitgever en politicus.

## Levensloop
Na het middelbaar onderwijs aan het Koninklijk Atheneum te Brussel schreef Julius Hoste zich in 1902 in aan de ULB. Tijdens zijn studies rechten was hij lid van het studentengenootschap Geen Taal, Geen Vrijheid en was hij samen met onder meer Frans Van Cauwelaert medeoprichter van het Algemeen Vlaams Studentenbond.
Hoewel hij in 1907 zijn diploma als doctor in de rechten behaalde, was hij slechts korte tijd actief als advocaat. Hij verkoos te werken in het persbedrijf van zijn vader Julius Hoste sr. dat bladen als Het Laatste Nieuws, De Vlaamsche Gazet van Brussel en het Vlaamsgezind weekblad De Zweep uitgaf. In 1908 werd hij hoofdredacteur van De Vlaamsche Gazet.

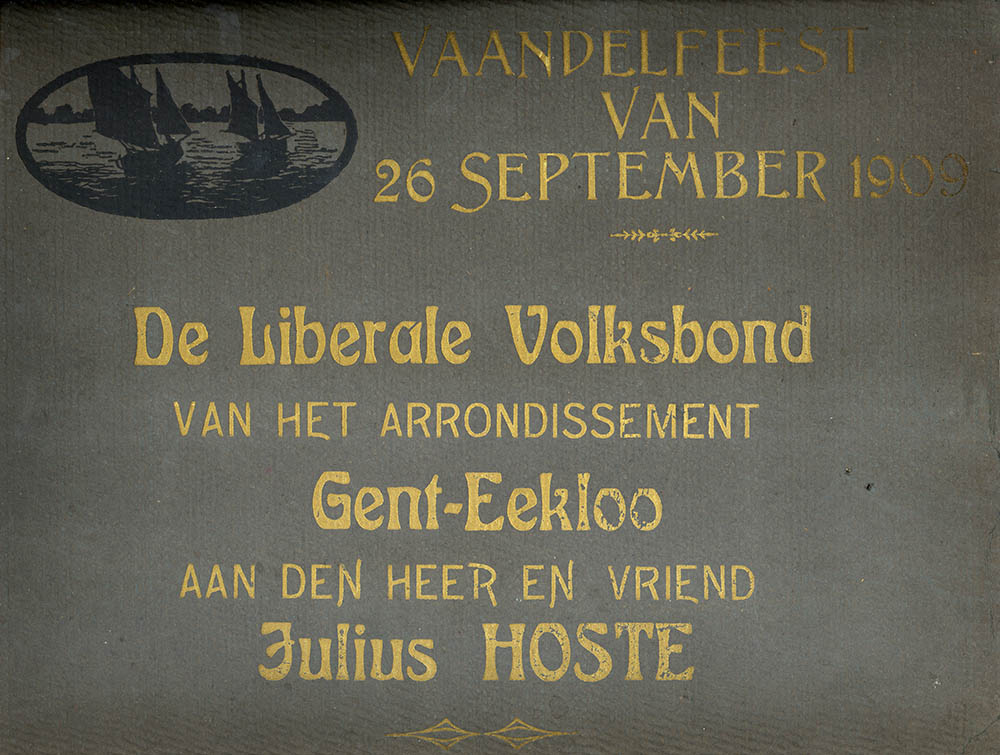
Fotoalbum opgedragen aan Julius Hoste.

Zijn journalistieke carrière werd onderbroken door de Eerste Wereldoorlog. In deze periode verbleef Hoste in Nederland waar hij samen met Frans Van Cauwelaert meewerkte aan het dagblad De Vlaamsche Stem. Toen het blad met financiële steun van de Duitsers activistische standpunten innam, distantieerden Hoste en Van Cauwelaert zich en richtten ze samen het dagblad Vrij België op. Daarna stichtten zij samen het minimalistische Vlaams-Belgisch Verbond om de eentaligheid van elk landsdeel op te eisen en een vernederlandsing van onderwijs, bestuur, gerecht en leger na te streven. Ook na de Eerste Wereldoorlog bleef dit het centrale gedachtegoed van het Algemeen Vlaamsch Verbond, waarin Hoste een bestuursfunctie bekleedde. Hij was tevens een tegenstander van het federalisme.
Na de oorlog nam Hoste de leiding van het volledige persbedrijf van zijn vader over. Het Laatste Nieuws werd het meest verspreide Vlaamse dagblad. Hoste klom op tot nationaal voorzitter van de Algemene Belgische persbond, een mandaat dat hij van 1935 tot 1936 uitoefende, en in 1939 tot secretaris van het Verbond der Brusselse dagbladbestuurders. Hij zette zich op politiek vlak ook in voor de vrijheden van de Vlaamse Brusselaars. Op het moment dat het franskiljonisme de Brusselse liberale partij domineerde, zou hij in 1909 mee de Liberale Volksbond oprichten en was hij in 1913 nauw betrokken bij de stichting van het Liberaal Vlaams Verbond. In dit laatste verbond zou hij tot zijn dood een bestuursfunctie bekleden.
In 1936 werd hij als extraparlementair minister van Onderwijs in de Regering-Van Zeeland II, waar hij zich voornamelijk inzette voor het onderwijs van de Brusselse Vlamingen. Zo probeerde hij via onderhandelingen met de burgemeesters Nederlandstalige klassen te bekomen en liet hij nieuwe scholen voor secundair onderwijs bouwen. Tijdens zijn ministerieel ambt richtte Hoste ook de Koninklijke Vlaamse Academie voor Wetenschappen, Letteren en Schone Kunsten van België op en realiseerde hij een Nederlandse en Franse cultuurraad, die een adviserende bevoegdheid hadden. Hij bleef minister van Onderwijs tot in 1938.
De Tweede Wereldoorlog verplichtte Hoste tijdelijk uit te wijken naar het Verenigd Koninkrijk, waar hij in 1942 onderstaatssecretaris voor onderwijs werd in de Regering-Pierlot V, wat hij bleef tot aan de Bevrijding in 1944. Hij was tevens lid van de Belgische Kommissie voor de Studie van de Naoorlogse problemen en nam deel aan de conferentie van Londen die de basis legde voor de oprichting van de UNESCO. Daarnaast leidde hij korte tijd het persagentschap Inbel en nam hij mee het initiatief om Radio België uit de grond te stampen. Na zijn terugkeer in België blies hij de Liberale Volksbond en het Liberaal Vlaams Verbond nieuw leven in en nam hij opnieuw de leiding van Het Laatste Nieuws op zich. Zijn dagboek over deze periode bevindt zich in het cultuurarchief Liberas.
In 1949 werd hij verkozen als liberaal senator voor het arrondissement Brussel en bleef dit tot aan zijn dood. Hij gaf daarbij voornamelijk zijn aandacht naar communautaire problemen en wereldvrede. Ook was hij de tweede ondervoorzitter van het Centrum Harmel, dat een nationale oplossing moest zoeken voor de maatschappelijke, politieke en rechtskundige vraagstukken in Vlaanderen en Wallonië. Ook pleitte hij voor internationale samenwerking en was hij in 1948 medestichter van de Liberale Internationale in Zürich. Daarnaast was hij voorzitter van de Internationale Culturele Sectie van de Europese Beweging, dat in 1950 de basis legde voor de oprichting van het Europacollege in Brugge, waarvan Hoste beheerder werd. Bovendien was hij voorzitter van het Belgische Benelux-Comité.